# Тодд Маклеллан
Тодд Маклеллан (англ. Todd McLellan; нар. 3 жовтня 1967, Мелвілл) — канадський хокеїст, що грав на позиції центрального нападника. Згодом — хокейний тренер.
Володар Кубка Стенлі.

## Ігрова кар'єра
Хокейну кар'єру розпочав 1982 року.
1986 року був обраний на драфті НХЛ під 104-м загальним номером командою «Нью-Йорк Айлендерс». 
Усю професійну клубну ігрову кар'єру, що тривала 3 роки, провів, захищаючи кольори команди «Спрингфілд Індіанс» (АХЛ) та «Нью-Йорк Айлендерс» (НХЛ).
Загалом провів 5 матчів у НХЛ.

## Тренерська робота
2005 року розпочав тренерську роботу в НХЛ, як асистент головного тренера «Детройт Ред-Вінгс» у складі якого стає володарем Кубка Стенлі в сезоні 2007/08. 
11 червня 2008 стає головним тренером клубу «Сан-Хосе Шаркс», вже в першому сезоні «акули» виграли Кубок Президента, а сам Маклеллан був претендентом на нагороду Джека Адамса. За сім сезонів проведених в Сан-Хосе Тодд шість разів виводив «Шаркс» до плей-оф, але після сезону 2014/15 він покинув клуб та перейшов до «Едмонтон Ойлерз».
У травні 2015 очолював національну збірну Канади на чемпіонаті світу, де канадці здобули свій 25-й титул чемпіонів, перегравши в фіналі росіян 6:1.
Двічі очолював одну з команд-учасниць матчу усіх зірок НХЛ в 2009 та 2012 роках.

## Статистика
| Сезон        | Клуб                 | Ліга         | Регулярний сезон | Регулярний сезон | Регулярний сезон | Регулярний сезон | Регулярний сезон | Плей-оф | Плей-оф | Плей-оф | Плей-оф | Плей-оф |
| Сезон        | Клуб                 | Ліга         | І                | Г                | П                | О                | ШХ               | І       | Г       | П       | О       | ШХ      |
| ------------ | -------------------- | ------------ | ---------------- | ---------------- | ---------------- | ---------------- | ---------------- | ------- | ------- | ------- | ------- | ------- |
| 1982–83      | «Саскатун Блейзерс»  | СМХЛ         | 25               | 6                | 9                | 15               | 6                | —       | —       | —       | —       | —       |
| 1983–84      | «Саскатун Блейдс»    | ЗХЛ          | 50               | 8                | 14               | 22               | 15               | —       | —       | —       | —       | —       |
| 1984–85      | «Саскатун Блейдс»    | ЗХЛ          | 41               | 15               | 35               | 50               | 33               | 3       | 1       | 0       | 1       | 0       |
| 1985–86      | «Саскатун Блейдс»    | ЗХЛ          | 27               | 9                | 10               | 19               | 13               | 13      | 9       | 3       | 12      | 8       |
| 1986–87      | «Саскатун Блейдс»    | ЗХЛ          | 60               | 34               | 39               | 73               | 66               | 6       | 1       | 1       | 2       | 2       |
| 1987–88      | «Нью-Йорк Айлендерс» | НХЛ          | 5                | 1                | 1                | 2                | 0                | —       | —       | —       | —       | —       |
| 1987–88      | «Спрингфілд Індіанс» | АХЛ          | 70               | 18               | 26               | 44               | 32               | —       | —       | —       | —       | —       |
| 1988–89      | «Спрингфілд Індіанс» | АХЛ          | 37               | 7                | 19               | 26               | 17               | —       | —       | —       | —       | —       |
| Усього в НХЛ | Усього в НХЛ         | Усього в НХЛ | 5                | 1                | 1                | 2                | 0                | —       | —       | —       | —       | —       |
| Усього в АХЛ | Усього в АХЛ         | Усього в АХЛ | 107              | 25               | 45               | 70               | 49               | —       | —       | —       | —       | —       |

## Тренерська статистика
| Команда | Сезон   | Регулярний сезон | Регулярний сезон | Регулярний сезон | Регулярний сезон | Регулярний сезон | Регулярний сезон | Кубок Стенлі                       |
| Команда | Сезон   | І                | В                | П                | ПОТ              | О                | Результат        | Результат                          |
| ------- | ------- | ---------------- | ---------------- | ---------------- | ---------------- | ---------------- | ---------------- | ---------------------------------- |
| СХШ     | 2008–09 | 82               | 53               | 18               | 11               | 117              | 1-е у ТД         | Поразка в першому раунді (АНА)     |
| СХШ     | 2009–10 | 82               | 51               | 20               | 11               | 113              | 1-е у ТД         | Програш у фіналі конференції (ЧИК) |
| СХШ     | 2010–11 | 82               | 48               | 25               | 9                | 105              | 1-е у ТД         | Програш у фіналі конференції (ВАН) |
| СХШ     | 2011–12 | 82               | 43               | 29               | 10               | 96               | 2-е у ТД         | Поразка в першому раунді (СТЛ)     |
| СХШ     | 2012–13 | 48               | 25               | 16               | 7                | 57               | 3-є у ТД         | Програш у другому раунді (ЛАК)     |
| СХШ     | 2013–14 | 82               | 51               | 22               | 9                | 111              | 2-е у ТД         | Поразка в першому раунді (ЛАК)     |
| СХШ     | 2014–15 | 82               | 40               | 33               | 9                | 89               | 5-е у ТД         | не вийшли                          |
| ЕДМ     | 2015–16 | 82               | 31               | 43               | 8                | 70               | 7-е у ТД         | не вийшли                          |
| ЕДМ     | 2016–17 | 82               | 47               | 26               | 9                | 103              | 2-е у ТД         | Програш у другому раунді (АНА)     |
| Усього  | Усього  | 704              | 389              | 232              | 83               | 861              |                  | 35–33 плей-оф                      |